# Glenrio
Glenrio, in precedenza nota come Rock Island, è una comunità non incorporata degli Stati Uniti d'America che si trova tra la contea di Quay in Nuovo Messico e la contea di Deaf Smith in Texas, lungo la storica Route 66. Comprende il Glenrio Historic District, che stato inserito nel National Register of Historic Places nel 2007.

## Geografia fisica
Glenrio si trova a cavallo del confine tra Texas e Nuovo Messico nella parte nord-occidentale della contea di Deaf Smith.

## Origini del nome
Il nome è un acronimo della parola scozzese glen (che significa "valle") e della parola spagnola rio (che significa "fiume").